# Waterloo (New York)
Waterloo è un villaggio degli Stati Uniti d'America, situato nello stato di New York, nella contea di Seneca, della quale è il capoluogo.

## Monumenti e luoghi d'interesse
- Casa di William H. Burton